# Bras du Nord-Ouest
Le Bras du Nord-Ouest est un affluent de la rive ouest de la partie inférieure de la rivière du Gouffre, coulant entièrement dans la ville de Baie-Saint-Paul, dans la municipalité régionale de comté (MRC) de Charlevoix, dans la région administrative de la Capitale-Nationale, dans la province de Québec, au Canada.
Cette vallée est surtout desservie par la route 138 (boulevard de Monseigneur-De Laval) qui longe le pied du Cap de la Mare. Outre la zone résidentielle de Baie-Saint-Paul, l'agriculture constitue la principale activité économique de cette vallée.
La surface du Bras du Nord-Ouest est généralement gelée du début de décembre jusqu'au début d'avril ; toutefois la circulation sécuritaire sur la glace se fait généralement de la mi-décembre jusqu'à la fin mars. Le niveau de l'eau de la rivière varie selon les saisons et les précipitations ; la crue printanière survient généralement en avril.

## Géographie
Le Bras du Nord-Ouest prend sa source à l'embouchure du Lac La Flippe (longueur : 1,4 km ; altitude : 684 m). Ce plan d'eau est bordé par des marais sur les rives nord et sud. L'embouchure de ce lac est située à :
- 2,4 km au nord-ouest du lieu-dit "La Barrière" situé le long de la route 138 ;
- 1,7 km à l'ouest d'un sommet de montagne (altitude : 831 m) ;
- 7,6 km au sud-ouest du centre du village de Petite-Rivière-Saint-François ;
- 4,3 km au nord-est d'une courbe de la rivière Sainte-Anne ;
- 19,0 km au sud de l'embouchure du Bras du Nord-Ouest (confluence avec la rivière du Gouffre), soit au centre-ville de Baie-Saint-Paul ;
- 7,8 km à l'ouest de la rive nord-ouest du fleuve Saint-Laurent[2].

À partir de sa source, le cours du Bras du Nord-Ouest descend sur 27,7 km plus ou moins en parallèle à la rive du fleuve Saint-Laurent, avec une dénivellation de 674 m, selon les segments suivants :
- 1,8 km vers le nord, jusqu'à la décharge du Lac Larouche (venant de l'est) ;
- 1,3 km vers le nord, jusqu'à un coude de rivière, correspondant à un ruisseau (venant de l'est) ;
- 4,1 km vers le nord-est en recueillant quelques ruisseaux et la décharge (venant de l'est) du Lac Équerre, puis bifurquant vers le nord, jusqu'à la décharge (venant de l'ouest) du Lac à Foin et du Lac Tremblay ;
- 6,1 km vers le nord en formant un grand S, puis quelques courbes, jusqu'à la rivière à Idas (venant de l'ouest) ;
- 5,9 km vers le nord en passant du côté est du village de Saint-Placide-de-Charlevoix et en recueillant plusieurs ruisseaux (venant surtout du côté est, soit de la montagne), jusqu'au ruisseau du Moulin ;
- 2,5 km d'abord vers le nord dans une vallée encaissée en recueillant quelques ruisseaux (venant du sud-est, soit de la montagne), bifurquant vers le nord-est pour contourner une montagne dont le sommet atteint 643 m, jusqu'à un ruisseau (venant du nord-ouest) ;
- 4,6 km vers le nord-est dans une vallée de moins en moins encaissée, en formant quelques serpentins en milieu de segment, en formant une boucle vers le nord et en entrant en zone urbaine en fin de segment, jusqu'à la route 138 ;
- 1,4 km vers le nord-est en recueillant la décharge (venant du sud) du Le Petit Bras, en traversant le centre-ville de Baie-Saint-Paul, jusqu'à son embouchure[2].

Le Bras du Nord-Ouest se déverse dans une boucle de rivière sur la rive ouest de la rivière du Gouffre, dans la ville de Baie-Saint-Paul. Cette embouchure est située à :
- 0,7 km au nord-ouest du centre-ville de Baie-Saint-Paul
- 2,4 km au nord-ouest de la confluence de la rivière du Gouffre et du fleuve Saint-Laurent ;
- 4,6 km en aval de la confluence de la rivière des Mares et de la rivière du Gouffre[2].

À partir de l'embouchure du Bras Nord-Ouest, le courant descend sur 3,2 km avec une dénivellation de 6 m en suivant le cours de la rivière du Gouffre laquelle se déverse à Baie-Saint-Paul dans le fleuve Saint-Laurent.

## Toponymie
Ce cours d'eau est désigné "Le Bras" dans l'usage populaire des résidents du secteur. En toponymie canadienne français, particulièrement dans la région de Charlevoix, le terme "bras" est fréquemment utilisé à la place du générique "rivière". Jadis, ce cours d'eau était désigné "Bras Gariépy" ou "Bras des Gariépy". Cette désignation faisait référence à une maison de commerce située à proximité et exploité par Narcisse Gariépy vers 1870. Variantes toponymiques : Bras Gariépy, Bras Nord-Ouest, Bras Nord-Ouest du Gouffre, Le Bras, Le Petit Bras, Rivière de l'Usine, Rivière du Bras, Rivière du Gouffre Bras Nord-Ouest, Rivière du Gouffre Nord-Ouest, Rivière du Nord-Ouest, Rivière Placide et Rivière Saint-Placide sont des variantes du nom officiel.
Le toponyme «Bras du Nord-Ouest» a été officialisé le 17 août 1978 à la Banque des noms de lieux de la Commission de toponymie du Québec.